# Kanal 7
Kanal 7 é uma rede de televisão comercial aberta turca com sede no distrito de Eyüp.